# Modernistički Kaunas
Modernistički Kaunas, poznat i kao međuratna kaunaska arhitektura, skupina je arhitektonskih objekata izgrađenih tijekom međuraća u Kaunasu (od 1919. - 1939.). Ujedinjuju ih zajedničke stilske značajke koje su odražavale modernistički stil popularan u zapadnim zemljama u to vrijeme. Među zgradama koje najviše odražavaju ovaj stil su Karininkai Ramovė, Glavna pošta, Crkva Uskrsnuća Kristova, Ratni muzej Vytautasa Velikog i druge. Ukupno je u Kaunasu tijekom tog razdoblja izgrađeno 12 tisuća novih zgrada.
Naime, tijekom međuratnog razdoblja Kaunas je služio kao privremeni glavni grad Litve (1920. – 1939.), kada je postao poznat po bogatom kulturnom i akademskom životu, modi, izgradnji bezbrojnih zgrada u stilu art decoa i litvanskog nacionalnog preporoda. Transformacija urbanog krajolika, pod pokroviteljstvom nove nacionalne vlade i građanske inicijative, prilagođena je ranijem rasporedu grada. Kvaliteta modernog Kaunasa očitovala se kroz prostornu organizaciju područja Naujamiestis (Novi grad) i Žaliakalnis (Zeleno brdo), te u javnim zgradama, urbanim prostorima i stambenim objektima izgrađenim tijekom međuratnog razdoblja koji pokazuju raznolikost stilova u kojima je Moderni pokret pronašao arhitektonski izraz u gradu.
Naujamiestis, s ortogonalnom mrežom planiranom 1847. godine, nastavlja se na istočni rub Starog grada i proteže se prema istoku duž doline rijeke Njemena (Laisvės alėja, slika desno) i predstavlja uspješnu integraciju prirodne topografije u urbano tkivo. Naujamiestis se intenzivno razvijao 1919. – 1939. i postao je administrativno središte Kaunasa. Naujamiestis sa sjevera i istoka okružuje Žaliakalnis, prirodna visoravan razvijena kao stambeno predgrađe vrtnog grada u međuratnom razdoblju prema glavnom planu Kaunasa iz 1923. godine.
Neki od ovih lokaliteta (njih 44) dobili su oznaku Europske baštine 2015. godine. Međuratna arhitektura grada smatra se jednim od najboljih primjera europskog art decoa i funkcionalističke arhitekture, te je 2023. upisana na UNESCO-v popis mjesta svjetske baštine u Europi kao „Modernistički Kaunas: Arhitektura optimizma, 1919.-1939.” jer „svjedoči o brzoj urbanizaciji koja je transformirala provincijski grad Kaunas u moderni grad”.
Slični primjeri ove funkcionalističke arhitekture, koji također imaju status svjetske baštine, su: Stambena naselja berlinske moderne, Bijeli grad Tel Aviva, Asmara: Modernistički grad u Africi i Djela Jože Plečnika u Ljubljani.
Litvanski modernistički stil, a često i specifični projekti, koji su se razvili u Kaunasu preneseni su u druge litavske gradove tijekom međuratnog razdoblja. Primjeri ove modernističke arhitekture mogu se naći u Jonavi, Klaipėdi, Palangi, Birštonasu, Pasvalysu, Ukmergėu, Šiauliaiju i drugdje.
- Laisvės alėja s Crkvom sv. Mihovila Arkanđela u pozadini
- Unutrašnjost Glavne pošte u Kaunasu. Uzorak poda ponavlja ornamente nacionalne zastave.
- Fasada stambene zgrade iz međuraća
- Palača Ministarstva pravosuđa
- Velika dvorana Litavske dvorane časnika
- Glavna zgrada Sveučilišta u Litvi
- Umjetnička škola u Kaunasu
- Zgrada Konzervatorijuma u Kaunasu
- Muzej M. K. Čiurlionisa
- Zgrada Banke Litve
- Židovska banka
- Napušteno kino "Daina"

## Popis mjesta Europske baštine
44 modernistička arhitektonska objekta iz Kaunasa uvrštena na popis Europske baštine:
| Slika | Mjesto kulturne baštine                                                                      | Godina      | Adresa                                    |
| ----- | -------------------------------------------------------------------------------------------- | ----------- | ----------------------------------------- |
|       | Glavni poštanski ured                                                                        | 1931.       | Laisvės al. 102                           |
|       | Zgrada bivše tvrtke "Pažanga"                                                                | 1931.-1934. | Laisvės al. 53                            |
|       | Bivša zgrada tvrtke "Pienocentro"                                                            | 1931.-1934. | Laisvės al. 55 / S. Daukanto g. 18        |
|       | Glavni policijski komesarijat okruga Kaunas (preseljen 2021.; bivša općina okruga Kaunas)    | 1932.-1933. | Laisvės al. 14 / Vytauto pr. 91           |
|       | Kemijsko-tehnološki fakultet KTU (bivši istraživački laboratorij)                            | 1933.-1937. | Radvilėnų pl. 19                          |
|       | Trgovinska, industrijska i obrtnička komora                                                  | 1937.-1938. | K. Donelaičio g. 8                        |
|       | Središnja zgrada Litvanskog sportskog sveučilišta (bivša zgrada za tjelesni odgoj)           | 1933.-1934. | Sporto g. 6                               |
|       | Sportska dvorana Kaunasa (Kauno sporto halė)                                                 | 1938.-1939. | Perkūno al. 5                             |
|       | Središnja zgrada Litavskog sveučilišta zdravstvenih znanosti (bivši Medicinski fakultet VMU) | 1931.-1933. | A. Mickevičiaus g. 9                      |
|       | Litavska dvorana časnika                                                                     | 1931.-1937. | A. Mickevičiaus g. 19                     |
|       | Ratni muzej Vytautasa Velikog i Nacionalni umjetnički muzej M. K. Čiurlionisa                | 1929.-1936. | K. Donelaičio g. 64 / V. Putvinskio g. 55 |
|       | Gradska općina Kaunas (bivša Štedionica)                                                     | 1938.-1940. | Laisvės al. 96 / L. Sapiegos g. 2         |
|       | Žaliakalnska uspinjača                                                                       | 1931.-1933. | Aušros g. 6                               |
|       | Uspinjača Aleksotas                                                                          | 1935.       | Amerikos lietuvių g. 6                    |
|       | Središnja zgrada KTU- a (bivša Zemljišna banka)                                              | 1933.-1935. | K. Donelaičio g. 73 / Vienybės a.         |
|       | Crkva Kristova Uskrsnuća u Kaunasu                                                           | 1933.-1940. | Žemaičių g. 31                            |
|       | Crkva Presvetog Srca Isusova u Kaunasu                                                       | 1938.       | A. Juozapavičiaus pr. 60                  |
|       | Gimnazija Jonas Jablonskis (bivša osnovna škola)                                             | 1930.-1931. | Aušros g. 3 / Žemaičių g.                 |
|       | KTU Vaižgantas Progymnasium (bivša gimnazija Šančiai)                                        | 1938.       | Skuodo g. 27 / Servitutų g. 72            |
|       | Kino „Romuva“                                                                                | 1938.-1940. | Laisvės al. 54                            |
|       | Bivše kino „Bajka“                                                                           | 1939.-1940. | Savanorių pr. 124                         |
|       | Bivša kuća Mozea i Malke Chaimson                                                            | 1930.-1931. | Maironio g. 13                            |
|       | Bivša kuća Bera Goldberga                                                                    | 1937.       | V. Putvinskio g. 52                       |
|       | Kuća bivše liječnice Nadiežde Nagornienė                                                     | 1934.       | V. Putvinskio g. 54                       |
|       | Kuća umjetnika Kaunasa (bivša zgrada vatikanske diplomatske misije (nuncijacije))            | 1931.       | V. Putvinskio g. 56                       |
|       | Kuća bivšeg odvjetnika Kazimierasa Škėme                                                     | 1932.-1933. | V. Putvinskio g. 60                       |
|       | Bivša zgrada bolnice Antanas Gylys                                                           | 1933.       | V. Putvinskio g. 62                       |
|       | Bivša kuća umjetnika Antanasa Žmuidzinavičiusa                                               | 1928.       | V. Putvinskio g. 64                       |
|       | Kuća bivšeg gradonačelnika Jonasa Vileišisa                                                  | 1930.       | V. Putvinskio g. 68                       |
|       | Kuća bivšeg inženjera Antanasa Gravrogkasa                                                   | 1932.       | V. Putvinskio g. 70                       |
|       | Nekadašnja kuća Vincasa i One Tercijonas                                                     | 1936.       | V. Putvinskio g. 72                       |
|       | Bivša kuća Pauline Kalvaitytė i Vladasa Lašasa                                               | 1933.       | Laisvės al. 3                             |
|       | Bivša vila arhitekta Stasysa Kudokasa                                                        | 1937.       | V. Mykolaičio-Putino g. 11                |
|       | Bivša kuća Elijošiusa Šneiderisa                                                             | 1938.       | Vaidilutės g. 3                           |
|       | Umjetnička gimnazija Kaunas (bivša vila Juozas Tūbelis)                                      | 1933.       | Dainavos g. 1                             |
|       | Bivša kuća Jonasa Lapėnasa                                                                   | 1932.       | Kęstučio g. 38                            |
|       | Kuća bivšeg izvođača radova Mike Grodzenskisa                                                | 1929.       | K. Donelaičio g. 17                       |
|       | Bivša kuća Aleksandre Ilyinienė                                                              | 1933.       | K. Donelaičio g. 19                       |
|       | Kuća bivše poslovne žene Mine Kotkauskienė                                                   | 1929.-1930. | Laisvės al. 69                            |
|       | Bivša kuća Taubė-Fiegė Elšteinienė                                                           | 1935.       | L. Sapiegos g. 4                          |
|       | Bivša vila Česlovasa Pacevičiusa                                                             | 1934.       | Vydūno al. 59                             |
|       | Bivša kuća poduzetnika Juozasa Daugirdasa                                                    | 1930.-1931. | Vytauto pr. 30                            |
|       | Bivša tvrtka Apartman, stambena zgrada                                                       | 1931.-1932. | Trakų g. 5                                |
|       | Bivša zadružna kuća Tulpės                                                                   | 1925.-1926. | A. Mickevičiaus g. 15                     |

## Vanjske poveznice
|  | Zajednički poslužitelj ima još gradiva o temi Modernistički Kaunas |

- Donatas Rinkevičius, Arhitektura optimizma: Kako se katastrofa Litve pretvorila u veliku priliku Kaunasa, Lrt.lt, 2018. (lit.)
- Interwar architecture (engl.)